# Course de côte Susa - Moncenisio
La Course de côte Susa - Moncenisio est une compétition automobile italienne, notamment disputée avant-guerre au mois de juillet. Le Col du Mont-Cenis (colle del Moncenisio) est à 2 081 mètres d'altitude dans le Massif du Mont-Cenis. Il relie la vallée de la Maurienne française au val de Suse italien (commune de Moncenisio). 

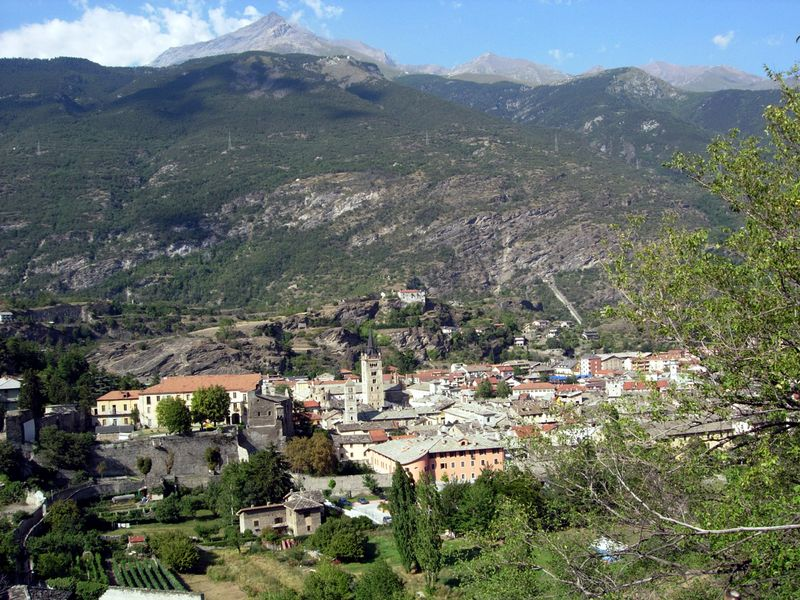
Le village de Susa.

## Histoire

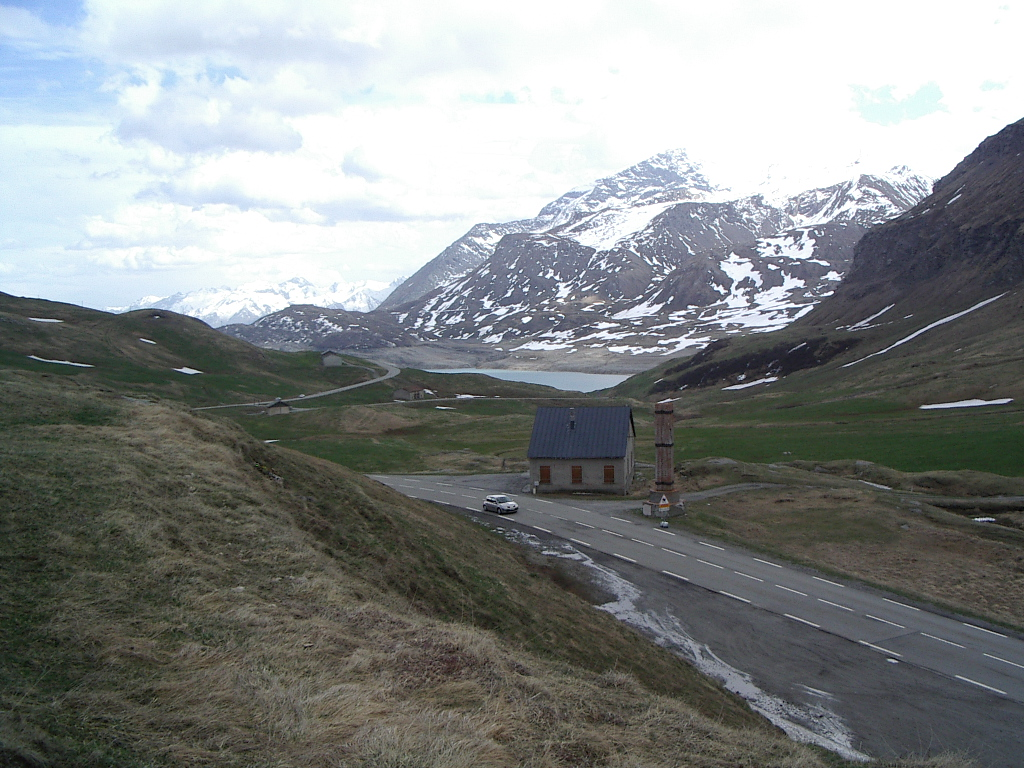
Le col du Mont Cenis, au niveau de La Colonne.

Cette course de côte, proche de Turin, est la troisième chronologiquement instaurée en Italie, après celles de la Coppa della Consuma (Florence), et celle du Colle Torinesi (Sassi-Superga), disputées en juin 1902, un mois avant Susa - Moncenisio.  
Le départ était donné depuis Susa, pour suivre une côte s'acheminant sur 22,1 kilomètres.
La compétition fut intégrée au Championnat d'Europe de la montagne, en 1931.
Pour l'édition 1953, furent admises les catégories Tourisme, Sport, et "Raring classes".
En 1958, la première édition de Trento-Bondone dans le nouveau championnat d'Europe se disputa à Susa - Moncenisio. Elle fut remportée par Wolfgang Berghe von Trips sur Porsche RSK. 
De 1986 à 1988, la course de côte est de nouveau organisée et remportéé à trois reprises par Giuseppe Tambone, sur une Osella Pa 9. Avec ce même modèle Ezio Baribbi (it) la remporte encore en 1991 et 1992, à l'échelon national. Entre-temps, la compétition devient aussi de type "Historic" (dès 1987, et ce jusqu'à nos jours), ainsi qu'un slalom régulier. Une véritable course de côte est remise en selle au plan national entre 1998 et 2008 : Pasquale Irlando la gagne en 1998, et Mauro Nesti en 1999. Armando Mangini en est ensuite le triple lauréat consécutif, de 2001 à 2003 (Osella étant le pourvoyeur des véhicules gagnants durant toute cette période).
La côte  Susa - Moncenisio est toujours disputée de nos jours, à un échelon purement national.

## Palmarès

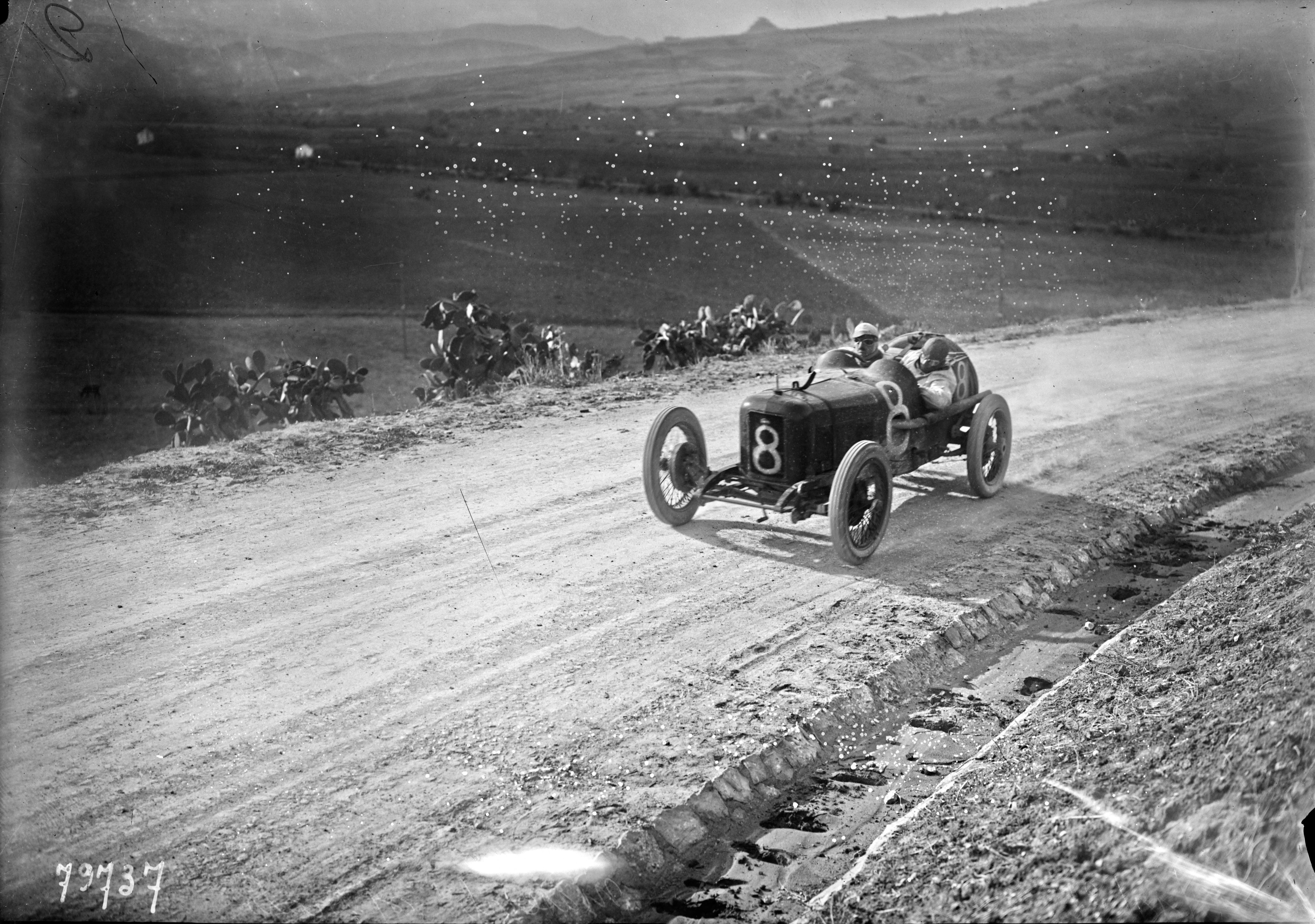
Alfieri Maserati sur Diatto (ici en 1922, à la Coppa Florio).

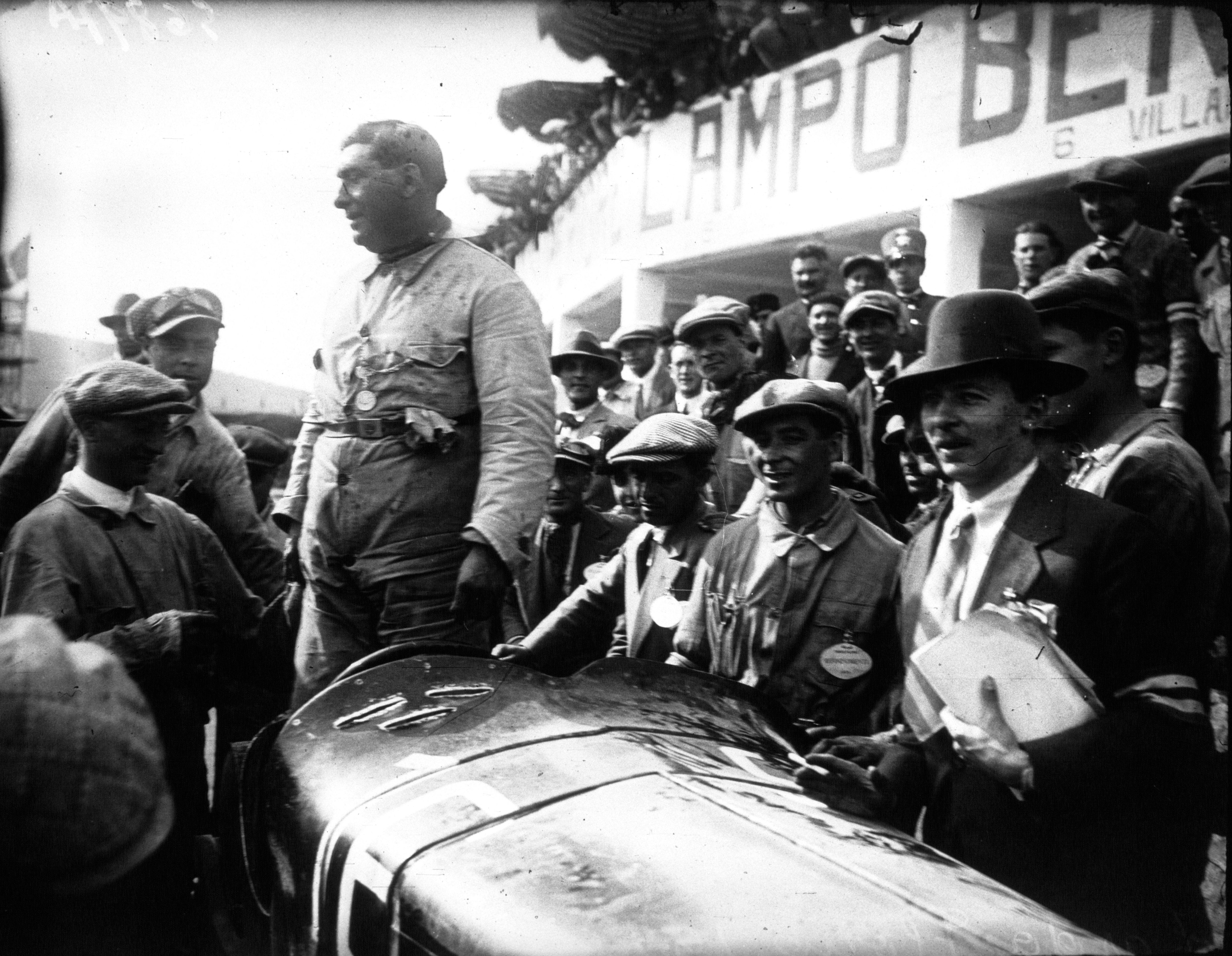
Giuseppe Campari dans son Alfa Romeo (ici en 1928, à la Targa Florio).

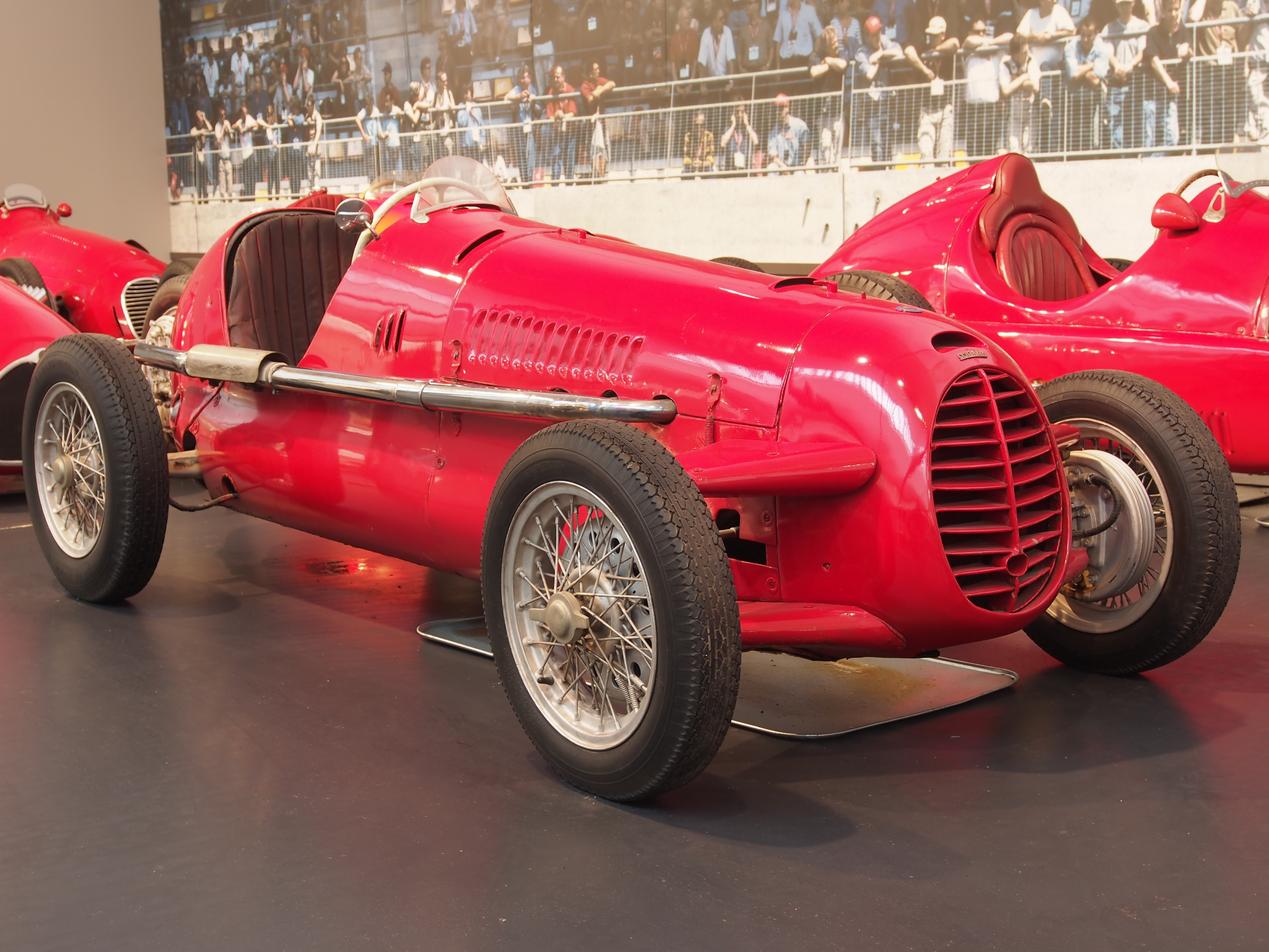
Une Cisitalia D46.

| Année        | Vainqueur                        | Écurie                          |              |
| ------------ | -------------------------------- | ------------------------------- | ------------ |
| 1902         | Vincenzo Lancia                  | Fiat 24 hp                      |              |
| 1903         | Non disputée                     | Non disputée                    |              |
| 1904         | Vincenzo Lancia                  | Fiat 75 hp                      |              |
| 1905         | Felice Nazzaro                   | Fiat 120 hp                     |              |
| 1906 à 1913  | Annulée                          | Annulée                         | Annulée      |
| 1914         | Ferdinando Minoia                | Peugeot                         |              |
| 1915 à 1919  | Annulée                          | Annulée                         | Annulée      |
| 1920         | Remy Reville                     | Peugeot                         |              |
| 1921         | Alfieri Maserati                 | Isotta Fraschini Simplex 6,3 L. |              |
| 1922         | Alfieri Maserati                 | Isotta Fraschini Simplex 6,3 L. |              |
| 1923         | Alfieri Maserati                 | Diatto 6 L.                     |              |
| 1924         | Non disputée                     | Non disputée                    | Non disputée |
| 1925         | Diego de Sterlich Aliprandi (it) | Diatto 3 L.                     |              |
| 1926         | Giulio Aymini                    | Diatto S                        |              |
| 1927         | Non disputée                     | Non disputée                    | Non disputée |
| 1928         | Giuseppe Campari                 | Alfa Romeo P2                   |              |
| 1929 et 1930 | Non disputée                     | Non disputée                    | Non disputée |
| 1931         | Achille Varzi                    | Bugatti T51                     |              |
| 1932         | Non disputée                     | Non disputée                    | Non disputée |
| 1933         | Baconin Borzacchini              | Alfa Romeo Monza                |              |
| 1934 à 1936  | Annulée                          | Annulée                         | Annulée      |
| 1937         | Mario Tadini                     | Alfa Romeo 8C 2900A             |              |
| 1938 à 1947  | Annulée                          | Annulée                         | Annulée      |
| 1948         | "Chirus"                         | Lancia Aprilia                  |              |
| 1949         | Piero Taruffi                    | Cisitalia D46 1,2 L.            |              |
| 1950         | Giovanni Bracco                  | Ferrari 1500                    |              |
| 1951         | Willy Daetwyler                  | Alfa Romeo 4,5 L.               |              |
| 1952         | Non disputée                     | Non disputée                    | Non disputée |
| 1953         | Willy Daetwyler                  | Alfa Romeo 4,5 L.               |              |

## Lien wikipedia
- La prima corsa automobilistica Susa Moncenisio (it) (cinématographique - 1902).